# موسیقی مقامی عراقی
موسیقی مقامی عراقی (عربی: المقام العراقي) سبکی از موسیقی مقامی عربی است که حداقل چهار صد سال است که در عراق رایج است. مجموعه ای از سازهایی که در این سبک به نام الجالغی البغدادی نامیده می‌شود، شامل قاری (خواننده)، سنتور، جوزه (رباب)، طبله یا تنبک و گاهی رق و نقاره است. تمرکز بر روی شعر که در عربی کلاسیک یا گویش عراقی خوانده می‌شود (که در آن صورت زهیری نامیده می‌شود). یک اجرای کامل این موسیقی به نام فصل شناخته می‌شود و با نام مقام اول شناخته می‌شود: مقام‌هایی مانند بیات، حجاز، رست (راست)، نوی (نوا) یا حسینی.
یک مقام معمولاً شامل بخش‌های زیر است:
تحریر (احیاناً به شکل بدوی)، تسلیم و ختم

## خوانندگان معروف مقام عراقی
- رشید القندرجی
- محمد القبانجی
- فلفل کرجی
- یوسف عمر
- هاشم الرجب
- حسن خیوکه
- نجم الشیخلی
- أحمد الزیدان
- قدوری العیشة
- عبد الرحمن خضر
- ناظم الغزالی
- مائدة نزهت
- حمزة السعداوی
- حامد السعدی
- محمد ناصر العزاوی
- فریدة محمدعلی
- حسین الأعظمی
- یحیی ادریس
- رِزا
- خلیل رَبّاز